# Bror Fredrik Thune
Bror Fredrik Nilson Thune, född 17 juli 1884 i Österlövsta församling, Uppsala län, död 24 november 1943 i Söderhamn, var en svensk präst. 
Thune, som var son till kyrkoherde Fredrik Nilson och Elvira Josefina Desideria Barkman, blev efter studier i Hudiksvall student vid Uppsala universitet 1902, avlade teologisk-filosofisk examen 1903, blev teologie kandidat 1906 och avlade praktisk-teologiska prov samma år. Han var vice lektor i Hudiksvall vårterminen 1907 samt prästvigdes och avlade folkskollärarexamen 1907. Han var skolpräst vid Vansbro 1908, blev komminister i Valbo församling 1914, blev tillförordnad regementspastor vid Hälsinge regemente 1917, var ordinarie dito 1918–1926, utnämndes till kyrkoherde i Vaxholms församling 1930, tillträdde 1931 och blev predikant vid sjukhemmet där samma år. Han efterträdde Carl August Tollin som kyrkoherde i Söderhamns församling 1938. Han blev kontraktsprost i Ala kontrakt 1939.